# Léguman
Léguman est une mini-série télévisée belge pour la jeunesse en trois saisons de 21 épisodes (six, neuf et six épisodes), créée par Roland Topor et Henri Xhonneux et diffusée à partir de 1983 au sein de la série télévisée Téléchat.
D'une durée de 1 minute chacun, ces courts épisodes présentent de manière parodique les aventures du super-héros Léguman, un justicier costumé portant un uniforme composé de légumes et qui combat les méchants.
Au sein de l’émission Téléchat qui diffuse les épisodes de la série Léguman, celle-ci est commentée par le personnage de Groucha comme étant un « feuilleton débile ». Les légumes de la série Téléchat regardent cette mini-série quand on ferme la porte du frigo, le fameux « Frigo Palace ».
Le héros Léguman a pour ennemi divers objets qui deviennent fous, tels un aspirateur, un mixeur, un pantalon, etc., voire un mur. Il a parfois affaire à des adversaires plus allégoriques, comme une représentation de la Grande Faucheuse ou l'obscurité, ou bien encore des animaux comme une araignée veuve noire.

## Synopsis
Dans les épisodes de la série Léguman, le méchant de l'histoire est présenté en train d'agir, puis le héros Léguman surgit et engage le combat contre lui (généralement en finissant par le mettre à terre) puis, victorieux, lève les bras d'un air triomphant.
Le déroulement des épisodes est identique à chaque fois : la première scène montre l'action du méchant, commentée en voix-off par le narrateur qui la décrit d'une voix inquiétante, celui-ci finissant son récit par une phrase du type : « Les carottes sont-elles cuites ? Non ! » pour, peu après, laisser la place au héros Léguman qui arrive à la rescousse.
La chanson du générique se fait entendre tout au long des épisodes, rythmant le déroulement de l'action.

### Personnage
Le personnage Léguman est représenté dans un costume composé de légumes : la tête est masquée d'une citrouille laissant apparaître, via des trous, les yeux et la bouche du personnage ; les bras sont des carottes, ses jambes des cosses de pois et son torse est de couleur bleue, arborant un écusson constitué d'un radis.

### Chanson
La chanson Léguman qui illustre la série a été créée par Jean-François Devaux, Henri Xhonneux, P. Papadiamandis et Roland Topor. Elle est éditée sur le label Balthazar Music (réédition CD) / Socadisc (SC 842).
Elle était interprétée par le comédien Jean-François Devaux, par ailleurs la voix de Groucha dans la série Téléchat.

« Léguman ! ... Léguman !

T'es l'enfant de la Terre

Le soleil est ton père

Tu fais mordre la poussière

A ceux qui veulent la guerre

Léguman ! ... Léguman ! »

## Liste des épisodes deLéguman
- Saison 1 de Téléchat
  - Épisode 27 : Léguman contre l'Aspirateur
  - Épisode 42 : Léguman contre la Madame insecte
  - Épisode 51 : Léguman contre le Mixeur
  - Épisode 57 : Léguman contre l'Avion Fou du Cuisinier
  - Épisode 67 : Léguman contre la Cuisinière Surchauffée
  - Épisode 74 : Léguman contre la Caisse qui augmente les prix

- Saison 2 de Téléchat
  - Épisode 13 : Léguman contre le Train de 6 h 12
  - Épisode 16 : Léguman contre le Pollueur fou
  - Épisode 25 : Léguman contre l'Obscurité
  - Épisode 38 : Léguman contre la Faucheuse
  - Épisode 44 : Léguman contre le Mur
  - Épisode 54 : Léguman contre la Veuve Noire
  - Épisode 62 : Léguman contre le Cracheur de noyaux
  - Épisode 69 : Léguman contre la Télé-Bête
  - Épisode 76 : Léguman contre la Soupière

- Saison 3 de Téléchat
  - Épisode 3 : Léguman contre Big Basket
  - Épisode 12 : Léguman contre l'Oreiller
  - Épisode 23 : Léguman contre Hypnotikman
  - Épisode 32 : Léguman contre le Pantalon
  - Épisode 41 : Léguman contre Totemman
  - Épisode 52 : Léguman contre le Sèche-Cheveux

## Production
La série est un pastiche des séries live japonaises (super sentai) de l'époque qui montraient les combats d'un héros contre des monstres, à l'image de la série Bioman ou Power Rangers.[réf. souhaitée]
Tournée en Belgique avec des moyens volontairement dérisoires (en caméra super 8 avec des couleurs ternes), la série donne l'effet d'une production amateur et fait appel à un humour comique particulièrement décalé. Cela est accentué par le fait que les personnages sont tous joués par des enfants.[réf. souhaitée]
Quant à la prise de son, elle est inexistante lors du tournage, la sonorisation étant rajoutée lors du montage.[réf. souhaitée]

## Postérité
Le personnage de Léguman est repris dans le cadre de la chanson Léguman du groupe de hip-hop TTC. La chanson utilise des sons électroniques rappelant le synthé ou le funk. Sur l'EP au format 12 pouces de la chanson, le disque contenant le titre Léguman est écrit avec un U décoré en forme de légume, et accompagné d'une pochette illustrée montrant Léguman dans une cuisine.
Dans le MMORPG Dofus, un avis de recherche concerne deux personnages inséparables : « les frères Guman » ou « les Guman », faisant référence à Léguman.[réf. souhaitée]